# ديريك روبنسون (كاتب)
ديريك روبنسون (بالإنجليزية: Derek Robinson)‏ هو كاتب سيناريو وحكم بريطاني، ولد في 12 أبريل 1932 في برستل في المملكة المتحدة.

## وصلات خارجية
- ديريك روبنسون على موقع IMDb (الإنجليزية)
- ديريك روبنسون على موقع قاعدة بيانات الفيلم (الإنجليزية)